# 986
| 986                |
| ------------------ |
| Dødsfald - Fødsler |
| • Begivenheder     |

| Gregoriansk kalender | 986 CMLXXXVI            |
| Ab urbe condita      | 1739                    |
| Armensk kalender     | 435 ԹՎ ՆԼԵ              |
| Kinesiske kalender   | 3682 – 3683 乙酉 – 丙戌 |
| Etiopisk kalender    | 978 – 979               |
| Jødisk kalender      | 4746 – 4747             |
| Hindukalendere       |                         |
| - Vikram Samvat      | 1041 – 1042             |
| - Shaka Samvat       | 908 – 909               |
| - Kali Yuga          | 4087 – 4088             |
| Iransk kalender      | 364 – 365               |
| Islamisk kalender    | 375 – 376               |

Konge i Danmark: Toke Gormsen 985-986 og Svend Tveskæg 986-1014
Se også 986 (tal)

## Begivenheder
- Slaget ved Fyrisvollene

## Dødsfald
- 2. marts - Lothar af Frankrig
- Toke Gormsen
- Styrbjørn den Stærke
- Asbjørn Tokesen